# Замок в геральдике
Замок (крепость) — искусственная негеральдическая гербовая фигура.

## Дворянство
Обозначение замков в гербах знати, символизирует давнюю принадлежность их семей к дворянству.
В европейской геральдике замки и крепости в гербах можно определить только по их описанию.
В русской геральдике употреблялась крайне редко, в основном “выезжающими” дворянскими родами или в гербах присоединённых или завоёванных территорий. В Российской империи данный символ (в основном крепость) изображалась в гербах городов. В советское время эмблематика замков не употреблялась.
Эмблема замка-крепости отражены в гербах городов: Эдинбург, Тилбург, Шатору, Стапхорст, Равенсбург, Лердам, графства Фермана, великого герцогства Трансильвания.

## Блазонированиезамков
Терминология описания очень разнообразна и точна, но зависит от страны. На щитах и  гербах знати появляются замки и их отдельные части (башни, ворота) с цветом сюзерена. Присутствие в гербах двойного обрамления свидетельствует о разделении или передачи наследования. В отдельных случаях, уважая национальную идентичность, оставляя старый герб, включался герб завоевателя или его явные атрибуты (цветные львы, орлы, геральдические розы или лилии, и.т.д).
В геральдике, на щитах со старыми гербами,  не встречаются вместе  два исходных элемента — донжон и стена. Тинктуры в описании замков и его отдельных частей, самые различные.

## Галерея

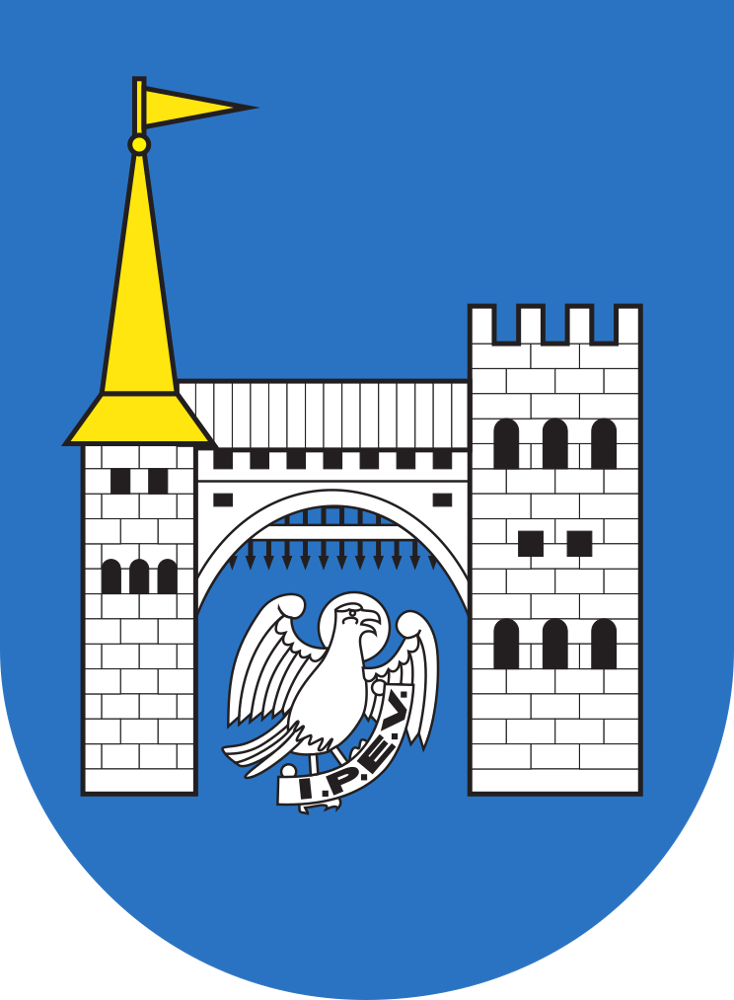
Герб Курессааре
Герб Тарту
Герб Риги
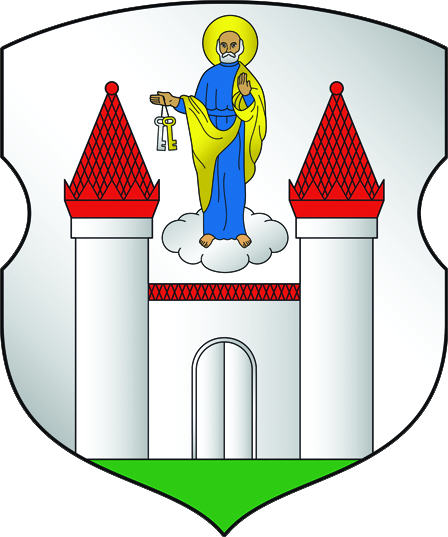
Герб Борисова
Герб Цесиса
Герб Лимбажиа
Герб Приекуле
Герб Айзпуте
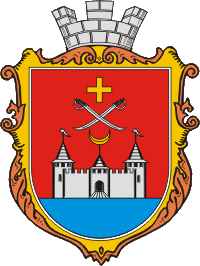
Герб Хотина
Герб Армянска
Герб Савонлинна
Герб Фареля
Герб Бойценбурга
Герб Равенсбурга
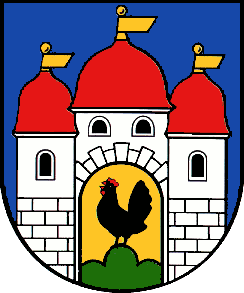
Герб Шлойзингена
Герб Фрибура
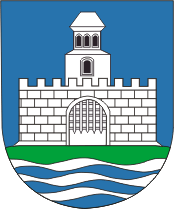
Герб Лоева
Герб Чашников